# Madereros de Durango
Los Madereros de Durango fue un equipo del Circuito de Básquetbol del Noreste con sede en Durango, Durango, México.

## Historia

### Inicios
Los Madereros de Durango (también conocidos localmente como los Leñadores), juegan sus partidos de local en el Auditorio del Pueblo.

### 2010
Llegaron a Durango durante 2010, para cubrir el hueco que dejaron los Lobos Grises de la UAD, retomando toda la historia y los colores de los ya desaparecidos Leñadores de Durango, equipo muy recordado por la afición en Durango, por haber sido el equipo con más títulos en el Circuito Mexicano de Básquetbol y haber inaugurado la LNBP, durante su primer año mostraron muy buenos resultados y llegaron hasta la final, la cual perdieron, pero debe rescatarse la gran hazaña de un equipo que por el momento estaba en expansión.

### 2011
Ya desaparecidos los Lobos Grises, la afición en Durango empezó a fijarse más en sus nuevos Madereros, e inclusive les seguían diciendo "Los Leñadores". En solo dos años, los Madereros conseguían su primer campeonato, algo que hizo feliz a la afición duranguense, hasta se escucharon muchos comentarios como "que bueno que regresan los Leñadores". Es así como con su primer campeonato logró que el baloncesto siguiera siendo un deporte tradicional en Durango.

### 2012
Para 2012 durante su temporada, los Nuevos Leñadores bajaron su nivel y solo consiguieron las semifinales de la CIBANE, las que perdieron contra el equipo de los Cuervos de Pabellón de Arteaga, equipo que posteriormente perdería la final contra los Mineros de Fresnillo.

### 2013
En marzo de 2013 se dio a conocer que el equipo sí participará en la temporada 2013 del CIBANE. 
Los Madereros tuvieron una buena temporada regular pero perdieron en semifinales contra los Mineros de Fresnillo quienes disputaron una polémica final contra los Tuzos de la UAZ.
A pesar no se logró el título, para el equipo duranguense fue un buen año en ventas, el Auditorio del Pueblo regularmente tuvo una buena asistencia.

### Desaparición
A pesar de que el equipo si consiguió los patrocinadores suficientes en 2014, la CIBANE desapareció ese año por falta de equipos. 

## Afición
El Baloncesto por ser el deporte que más alegrías le ha traído al estado de Durango los Madereros cuentan con un buen número de aficionados. Según sus patrocinadores Contexto de Durango (quienes también se encargan de difundir sus partidos) la gente nacida en Durango pero que vive en otros estados sigue más los partidos de los Madereros por Internet que la gente que reside en Durango, que generalmente van a verlos en vivo o los pueden escuchar por la radio. Los Madereros son vistos en Internet por alrededor de 6 mil personas en todo el país.
En su casa, el Auditorio del Pueblo se ha hecho famosos un personaje llamado Francisco Quiñones Bustamante más conocido como Pancholín conocido por convocar a las personas de Durango a alentar a su equipo.

### Rivalidades
Como los Leñadores el equipo tuvo una rivalidad muy importante con los Dorados de Chihuahua, dicha rivalidad llegó a ser considerada el clásico nacional del baloncesto mexicano, incluso este partido llegó a tener desenlaces violentos y una de las porras más recordadas en Durango en esa época fue la de "Villa, hijo de Durango, padre de Chihuahua", grito que siempre despertó enojo en la afición chihuahuense ya que el nombre "Dorados de Chihuahua" se escogió para rendir honor al Gral. Villa.
Actualmente los Madereros tienen una fuerte rivalidad con los Mineros de Fresnillo, equipo con el que ha disputado 2 finales de liga. Este juego tiene intereses políticos añadidos debido a que los zacatecanos consideran a su estado como parte del Medio Septentrional, sin embargo son los mismos duranguenses los que excluyen a Zacatecas como parte del norte de México. A esta rivalidad se le conoce como el Clásico de la CIBANE.

## Jugadores

### Roster actual
Temporada 2013